# Timochenco Wehbi
Timochenco Wehbi (Presidente Prudente, 14 de março de 1943 — São Paulo, 22 de março de 1986), conhecido no meio teatral como Timó,  foi um dramaturgo e sociólogo brasileiro.

## Biografia e obras
Acompanhando ativamente a movimentação teatral no ABC paulista na década de 1960, fundou em 1968, com outros artistas, o Teatro da Cidade, em Santo André. Sua primeira peça encenada viria em 1970. O diretor Emilio di Biasi leva aos palcos A Vinda do Messias, com Berta Zemel.
Em 1973 estréia seu maior sucesso, A Dama de Copas e o Rei de Cuba. O ambiente dos cortiços paulistanos ganha montagens em todo o Brasil e até em Lisboa.
Em 1974, é a vez de A Perseguição (ou O Longo Caminho que Vai de Zero a Ene), um texto que explora o absurdo. Ainda em 1974, estreia Palhaços, uma disputa nos bastidores de um circo em decadência.
Em 1975, Antônio Abujamra monta sua peça Bye Bye Pororoca.
Em 1977, seu texto As Vozes da Agonia — ou Santa Joana d'Arc ou Santa Joaninha e Sua Cruel Peleja Contra os Homens de Guerra, Contra os Homens d'Igreja — obtém menção honrosa do Prêmio Anchieta. A obra, que leva para o sertão nordestino a saga de Joana d'Arc, continua inédita nos palcos.
"Timó" escreveria ainda Morango com Cantilly e Curto-Circuito. Morreu aos 43 anos.

## A Dama de Copas e o Rei de Cubas
Sua peça A Dama de Copas e o Rei de Cubas foi adaptada para a televisão em 1976, por Sílvio de Abreu, que também dirigiu o programa, exibido pela TV Cultura. Com formato de teleteatro, a trama teve no elenco Consuelo Leandro, Lúcia Melo, Guilherme Correa, José Parisi, Dircinha Costa e Eduardo Zá.